# Rodney Atkins
Rodney Allan Atkins (Knoxville, 29 marzo 1969) è un musicista country statunitense.
È entrato nella classifica Billboard country nel 1997, ma il primo album, Honesty, uscì nel 2003. Il suo secondo album, If You're Going Trough Hell, è arrivato alla posizione numero 3 della Billboard 200 ed è stato certifificato disco di platino in America per aver venduto un milione di copie sul suolo statunitense.
Sei suoi singoli sono arrivati alla posizione numero 1 della classifica americana Hot Country Songs.
Country Standard Time definì Atkins "il tipo di musicista country buono che ti piacerebbe portare con te per una domenica pomeriggio fuori con moglie e figli".

## Discografia
- Honesty (2003)
- If You're Going Trough Hell (2006)
- It's America (2009)
- Take a Back Road (2011)
- Caught Up in the Country (2019)

## Note

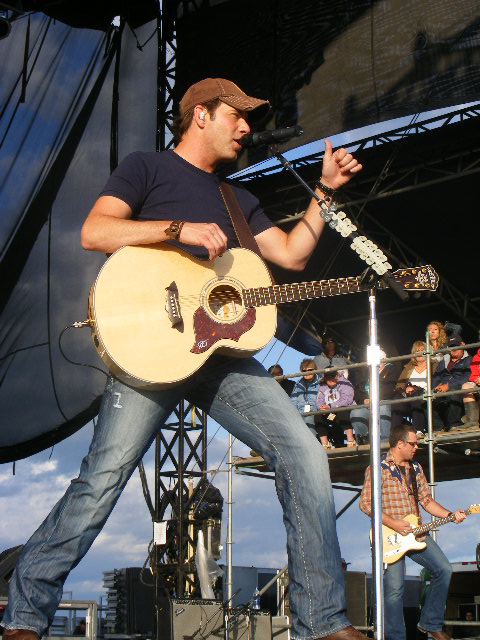
Rodney Atkins (2009)